# F. Gary Gray
Felix Gary Gray, född 17 juli 1969 i New York, är en amerikansk filmregissör och filmproducent. Gray började sin karriär med att regissera musikvideor till bland annat Ice Cube och Dr. Dre. Hans första långfilm var Friday (1995) som nått internationell uppmärksamhet och popularitet. Därefter har han regisserat filmer som The Italian Job och Straight Outta Compton.

## Filmografi (i urval)
| 1995 | Friday                   | Ja  | Nej |              |
| 1996 | Set It Off               | Ja  | Ja  |              |
| 1998 | Förhandlaren             | Ja  | Nej |              |
| 1999 | Ryan Caulfield: Year One | Ja  | Ja  | Pilotavsnitt |
| 2003 | The Italian Job          | Ja  | Nej |              |
| 2003 | A Man Apart              | Ja  | Ja  |              |
| 2005 | Be Cool                  | Ja  | Ja  |              |
| 2009 | Law Abiding Citizen      | Ja  | Nej |              |
| 2015 | The Sea of Trees         | Nej | Ja  |              |
| 2015 | Straight Outta Compton   | Ja  | Ja  |              |
| 2017 | Fast & Furious 8         | Ja  | Nej |              |